# Odessa Holiday Fashion Week
Odesa Holiday Fashion Week — покази круїзних колекцій українських дизайнерів у Одесі. Подія проходить влітку, раз на рік.

## Про проєкт
Проєкт засновано Ukrainian Fashion Week 2007 року.
Програма Odesa Holiday Fashion Week складається з показів колекцій одягу, презентацій, арт-проєктів та вечірок.  Важливою складовою Odesa Holiday Fashion Week є проведення фіналу конкурсу молодих дизайнерів «Погляд у майбутнє».
Організатори OHFW позиціонують подію як вагому складову календарного циклу української індустрії моди та запрошують до участі популярні бренди дизайнерського одягу і спеціальних гостей з числа представників провідних міжнародної структур сфери дизайну.